# Kijewo Królewskie (plaats)

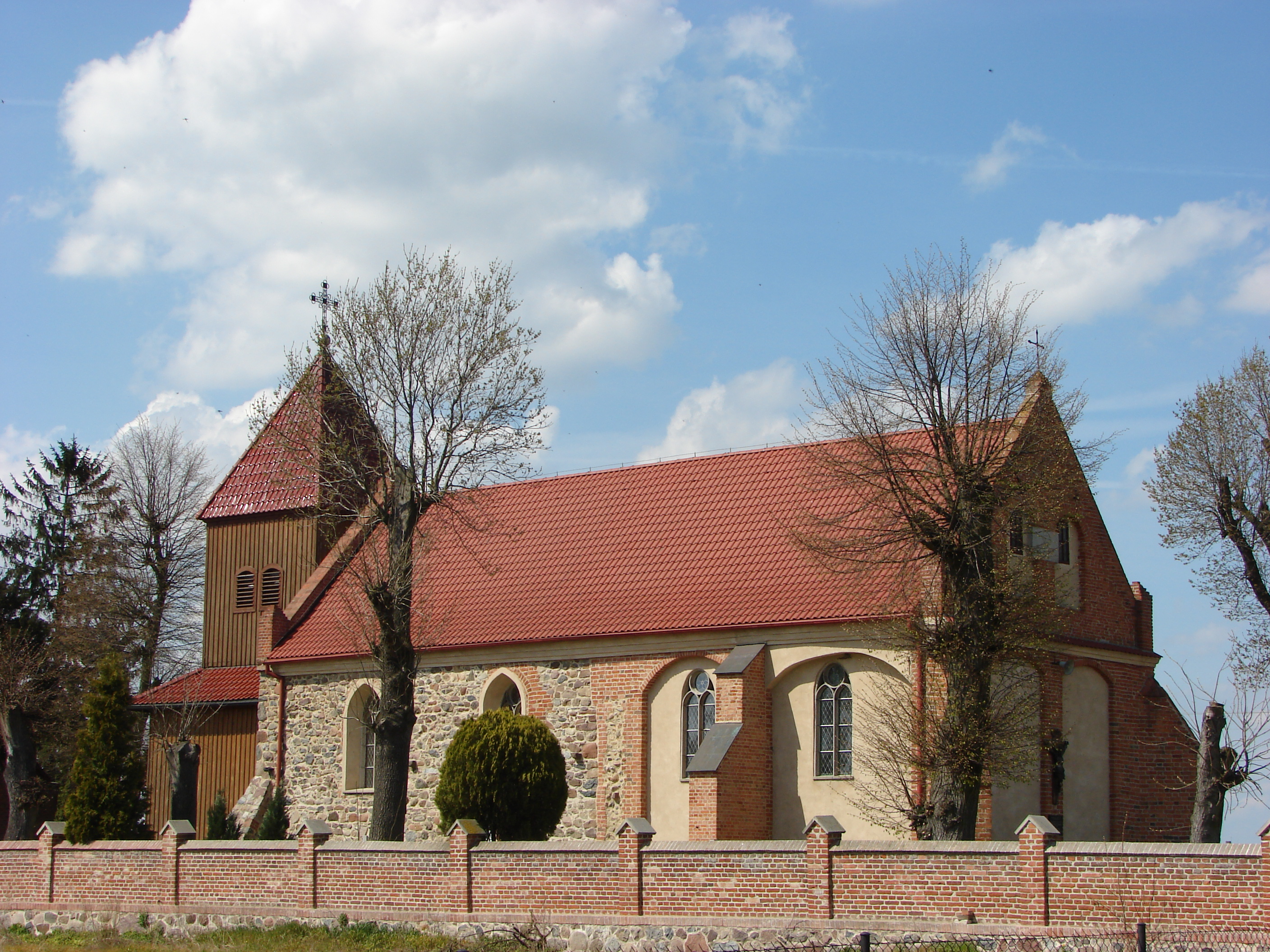
Kerk van St. Lawrence, gebouwd in de dertiende eeuw, herbouwd in de zestiende.

Kijewo Królewskie is een dorp in het Poolse woiwodschap Koejavië-Pommeren, in het district Chełmiński. De plaats maakt deel uit van de gemeente Kijewo Królewskie.